# 鳥瞰図
鳥瞰図（ちょうかんず、英: bird's-eye view）は、地図の技法および図法の一種で、上空から斜めに見下ろしたような形式のものをいう。飛ぶ鳥の目からみたように見える、というのが鳥瞰の語義。建物や山などが立体的に描かれる。俯瞰図、パノラマ図ともいう。
単なる平面図においては一定の限定された範囲を二次元上に正確に客観的に表示するのに対して、鳥瞰図では透視図法を使った三次元的な描画あるいはデフォルメ（誇張）が可能なため、目的に応じて下記のように制作者の主観や個性をともなう様々な表現が可能である。また、反対の（下から上を仰ぎ見る）視点は俯瞰（ふかん）に対して仰瞰（ぎょうかん）といい、あるいは鳥瞰に対して虫瞰（ちゅうかん：insect's-eye view）図と言う視点や表現法も提案されている。

## 概要
鳥瞰図は古くから様々なテーマで描かれている。

Veduta di Venezia, Museo Correr, Venezia「ヴェネツィア鳥瞰図」

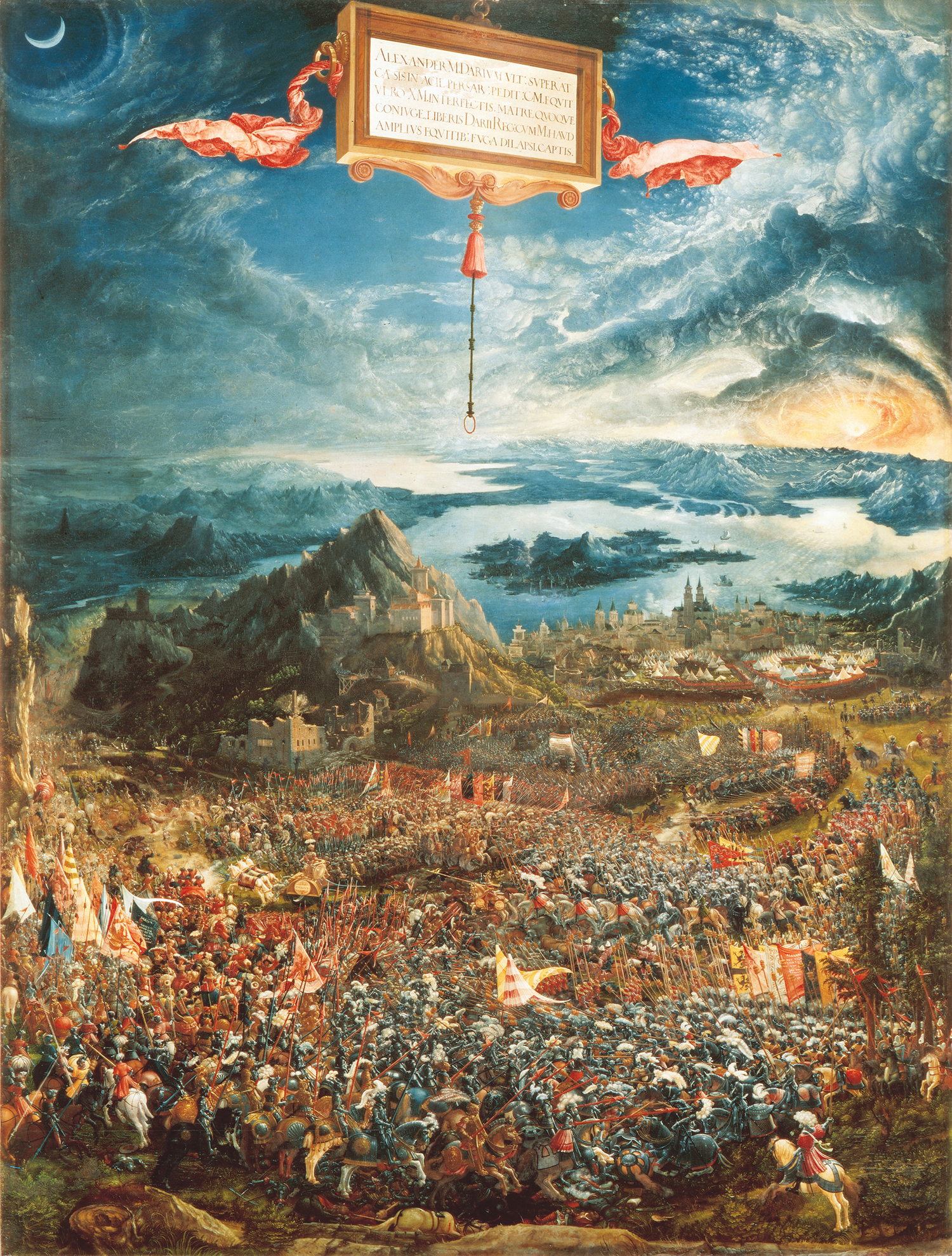
アルトドルファー『アレクサンドロス大王の戦い』

海外の歴史的な鳥瞰図としては、レオナルド・ダ・ヴィンチの「トスカーナ鳥瞰図」、ヤコポ・デ・バルバリの「ヴェネツィア鳥瞰図」（1500年）、アルトドルファーの「アレクサンドロス大王の戦い」（1529年）などがある。
日本の歴史的な名所や神社仏閣を描いた鳥瞰図としては、古くは春日大社を描いた奈良時代の「春日曼荼羅」などがある。名所案内図としては、秋里籬島著、竹原春朝斎画「都名所図会」、斎藤月岑、長谷川雪丹画「江戸名所図会」、葛飾北斎「東海道名所一覧などがある。浮世絵にも鳥瞰図が描かれ、広重「江戸名所百景」の「深川洲崎十万坪」などがある。現存最古の鳥瞰図としては『東大寺領荘園図』がある。
日本の江戸時代までの広域の景観を描いた鳥瞰図としては、室町時代の狩野永徳の「洛中洛外図屏風」に代表される京都の景観、風俗を描いた各種の「洛中洛外図屏風」、江戸初期の建設途上の江戸の名所、風俗を描いた「江戸図屏風」、江戸全景を描いた鍬形蕙斎の「江戸一目図屏風」  などがある。

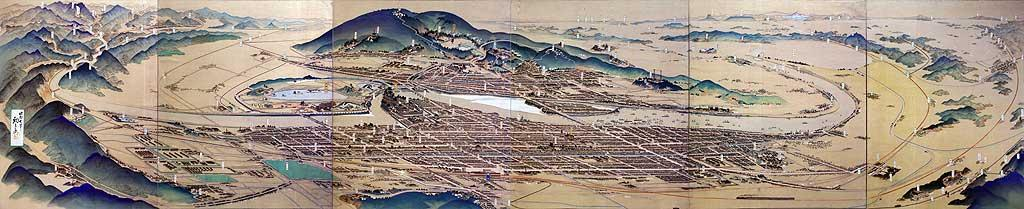
『岡山市街鳥瞰図』（作：吉田初三郎）

明治時代以降から観光案内図が多く鳥瞰図で描かれるようになった。大正から昭和にかけて活躍した吉田初三郎によるものが知られる。鉄道、自動車の発達による大衆旅行ブームの広がりによりこうした観光案内図が盛んになった。カメラが発達していない時代に、絵葉書に描かれた観光地の鳥瞰図は旅の記念と土産として盛んになった。さらに遊園地やテーマパークや博覧会などの会場案内などにも鳥瞰図を見ることができる。
現代では都市図、観光案内、商業地域の案内などが多数鳥瞰図で書かれている。日本では石原正の鎌倉絵図（春）、神戸絵図（夏）などがある。海外でも多数描かれている。ヘルマン・ボルマンのドイツ各地の鳥瞰図、ニューヨーク摩天楼図「万博のサンフランシスコ」（1894年）、シカゴUSAなどがある。
山岳鳥瞰図も多く描かれている。画家H・C・ベラン(en:Heinrich C. Berann)(1915-1999)は世界の多数のパノラマ作品により名声を確立し、多くの山岳図、海底地形図、国立公園図、都市図を描いた。日本でも五百澤智也などにより多くの山岳鳥瞰図が描かれている。
歴史の復元図を鳥瞰図で描かれているものもある。立川博章の江戸時代の江戸周辺の町並みを復元した「江戸鳥瞰図」のシリーズなどがある。
建築あるいは造園/ランドスケープ、土木・都市計画の分野では「パース図：パースペクティブ図法」あるいは「透視図」（遠近法の項参照）の一作図技法であり、建築物やランドスケープ、都市計画などの完成予想図は、全体を一望できる鳥瞰図で描かれることも多い。

## 技法
鳥瞰図を分類する定まった方法は無いが、描く技法では概ね以下のように分類ができる。これらの技法を複合した場合もある（遠近法の項参照）。
地図等から遠近感を持って透視投影法（透視法）の技法を使用して描く。建築物の完成予想図が透視投影法で描かれることが多く、パース（perspectiveの略）図と呼ばれるのは前述のとおりであるが、技法としては、消点数によって一点透視法、二点透視法、三点透視法などで分類される。消点とは、道路や建物の輪郭を延長した先で一転に収束する点を指す。立川博章の鳥瞰図は三点透視法で描かれている。
地図等から遠近感を持たずに近くも遠くも同じ大きさで描く場合は、アイソメトリック法またはアクソノメトリック投影法などの等角投影法で描かれるものが多い。ヘルマン・ボルマン、石原正の鳥瞰図はアクソノメトリック投影図で描かれている。
航空写真、衛星写真と地形データなどから描く。友利宇景の「ヒマラヤ大パノラマ」「富士山鳥瞰図」などは衛星写真と地形データと合成して3D化した方法によって描いている。
上述のような技法によらず、視覚の感覚で描く、または高い所から見た絵画のように描く。
位置関係や遠近の関係をデフォルメして描く。描きたい対象を強調してわかりやすく表現することを目的としている。吉田初三郎の鳥瞰図はこの描き方である。
投影法の技法を使用する場合でも、厳密に描くよりも、高さの縮尺を変えて実際よりも高くするなどのデフォルメをする場合もある。
コンピューターグラフィックス（CG）、三次元CADによって描かれる鳥瞰図は、手段としてコンピューターを使用しているが、技法としては上述のような投影法を用いている。コンピューターを駆使する場合でも人間の視点感覚での調整が必要とされ、さらに臨場感を高めるために雲や点景としての鳥や飛行機を追加したりする場合もある。

## 応用
視覚的・直感的に解りやすい広範な表現が可能であるため、種々の応用が試みられる。
- 高い山や塔などの展望台からの景色を案内するため、その方向にあるものを示した風景画も鳥瞰図と言える。また、「絵地図」と呼ばれる絵を入れた地図を鳥瞰図で書く場合もある。
- ダンスや舞台劇などにおいて、自分が舞台のどこにいるかを把握するために鳥瞰図を使うこともある。また、舞台装置のレイアウトを検討する際に、平面図と併用して舞台を俯瞰して表示する場合も多い。
- カーナビゲーションシステムでは、リアルタイムに現在位置の立体的な地図を表示できるものも登場している。

## 鳥瞰図の著名な絵師

### 海外
- ヘルマン・ボルマン(1911年-1971年)
- ハインリヒ.C.ベラン(1915年-1999年)
- ハインツ・フィールキント(1938年-)

### 日本の近代から現代
- 吉田初三郎（1884年-1955年）
- 井沢元晴（1915年 - 1990年）
- 立川博章(1933年-2016年)
- 五百澤智也（1933年-2013年）
- 石原正（1937年-2005年）
- 村松昭（1940年-）
- 友利宇景（1947年-2013年）
- 金子常光（1894年-不詳）
- 西村宇一（不詳）
- 松井天山（1869年-1947年）
- 前田虹映（1897年-1945年）
- 織田雅己（1939年-）
- 岡本直樹（1949年-）
- 黒澤達矢（1950年-）
- 青山大介（1976年-）
- 山口晃（1969年-）

### 鳥瞰図の参考文献
- 石原正『鵜の目、俺の目』東方出版、1993年、ISBN 4885913403
- 小澤弘・丸山伸彦編『図説・江戸図屏風をよむ』河出書房新社、1992年、ISBN 4309724868
- 北原進監修『大江戸透絵図-千代田から江戸が見える』江戸開府400年記念事業実行委員会、2003年、ISBN 4902272008
- 斉藤月岑著・石川英輔、田中優子編『原寸復刻 江戸名所図会』評論社、2006年、ISBN 4566052621
- 住吉和子編集室+松村寿満子編『鳥瞰図絵師の眼 Bird's-eye Dream』INAX出版、
- 竹内誠、吉原健一郎監修、立川博章図『江戸の町並み景観復元図―御府内中心部』内外地図、2003年、ISBN 4-9901862-0-6
- たちぬい企画編『Architectural Illustration』美術出版社、1992年、ISBN 4568501512
- 通商産業省企業局編、立川博章図『日本万国博覧会政府出展報告』通商産業省、1971年、全国書誌番号70011965
- ハインリヒ・C・ベラン『ベランのパノラマ』実業之日本社、1980年。
- Hermann Bollmann『STAEDTEI,II』Bollmann Bildkalte
- 湯原公浩編『別冊太陽 パノラマ地図の世界―自然を街を見渡す楽しみ』平凡社、2003年、ISBN 4582944582。
- 吉成勇編『江戸時代「古地図」総覧』新人物往来社、1997年、ISBN 4404025106。

### 鳥瞰図の描き方の参考文献
- 石原正「誰でも出来るカンタンなアクソメ式鳥瞰図の描き方」『鵜の目、俺の目』276-290頁
- 延木甲野、立川博章、蕪木隆、堤啓、森田芳夫「パノラマ地図はどのようにしてつくられたか」湯原公浩編『別冊太陽 パノラマ地図の世界―自然を街を見渡す楽しみ』平凡社、2003年、ISBN 4582944582
- 山口裕一『やわらかい透視図法で山を描く-地図を使った風景スケッチ入門』山と渓谷社、1993年、ISBN 4635390020
- 山田由紀子『建築とデザインのための図形科学』培風館、1997年、ISBN 4563030112